# Пушной, Александр Борисович
Алекса́ндр Бори́сович Пушно́й (род. 16 мая 1975, Академгородок, Советский район, Новосибирск, СССР) — российский музыкант-мультиинструменталист, певец, автор песен, теле- и радиоведущий, шоумен, видеоблогер, актёр телевидения, озвучивания и дубляжа. Бывший участник команд КВН «НГУ», «Сибирские сибиряки» и «Дети лейтенанта Шмидта». Наибольшую известность приобрёл как ведущий научно-развлекательной передачи «Галилео» на телеканале «СТС» (26.03.2007 — 28.02.2013 и с 03.03.2015 по 22.05.2015).
Ведущий и участник проектов на телеканалах «СТС», «Россия-1», «Матч ТВ» и «Пятница!». Автор множества музыкальных заставок и джинглов к разнообразным телепередачам. Принимает участие в рекламных кампаниях различных брендов. С 2017 года совместно с Маргаритой Митрофановой — ведущий шоу «Физики и лирики» на радиостанции «Маяк».
Бывший член попечительского совета благотворительного фонда «Созидание».

## Биография
Родился 16 мая 1975 года в Новосибирском Академгородке (Советский район). Отец — Борис Михайлович Пушной, кибернетик; мать — Нина Дмитриевна Пушная, экономист.
Имеет слабую форму дальтонизма. Все предметы для него блекнут.
Когда Саше исполнилось 7 лет, родители отдали его в музыкальную школу, где он проучился пять лет по классу фортепиано. В 12 лет впервые познакомился с русской семиструнной гитарой, подаренной отцом. Позже овладел и шестиструнной гитарой. Учился играть самостоятельно, по книгам.
С 1982 по 1992 год учился в школе № 25 (ныне гимназия № 3 в Академгородке). В 1992 году поступил на физический факультет Новосибирского государственного университета (НГУ). В 1996 и 1998 годах защитил дипломы бакалавра и магистра по физике.
С 2002 по 2015 год жил в городе Долгопрудный (Московская область). В 2015 году переехал в Москву.

### Личная жизнь
11 августа 1998 года Александр женился на Татьяне Пушной. Сыновья — Дмитрий (род. 2004), Михаил (род. 2009) и Андрей (род. 2016).

## Карьера

### КВН
Во время учёбы в университете часто писал музыку для капустников. Через некоторое время стал участником команды КВН «НГУ».
В 1997 году Пушной поехал в Москву, где принял участие в играх Высшей лиги КВН в составе команды «НГУ»; поставил пародию на певца Стинга.
В 2000—2001 годах выступал в составе команд КВН «Сибирские сибиряки» и «Дети лейтенанта Шмидта».

### Телевидение
В 1999 году работал на телеканале «ТВ-6». Тогда он жил в Москве на съёмной квартире. Принимал участие и был композитором в программе «БИС».
Выступал режиссёром и соведущим юмористической телепрограммы «Всегда готовь!» («ТНТ», затем «ДТВ-Viasat»).
В 2004 году Татьяна Лазарева и Михаил Шац пригласили Пушного в телепрограмму «Хорошие шутки» (СТС) на роль соведущего (ранее задействовав его в программе «О. С. П. Студия» накануне её закрытия). Придуманный и проводимый Александром конкурс «Апож» был чрезвычайно популярным. В передаче Пушной играл на гитарах Squier Stratocaster, Gibson Explorer и Gibson Les Paul Classic.
В 2006 году Пушному предложили стать ведущим научно-познавательной передачи «Галилео» — адаптации немецкого продукта. Поначалу съёмки проходили в Мюнхене (Германия). Передача поначалу имела средний рейтинг, но позже стала пользоваться большой популярностью среди детской и подростковой аудитории. Ведущий проводит различные опыты перед камерой, наглядно показывая телезрителям, как «работают» законы физики и химии. В эксперименте «Термит» (727 выпуск) Пушной добавил в оксид железа и алюминий смесь магния с марганцовкой и поджёг зажигалкой, в результате чего произошёл маленький взрыв и ведущий сильно обжёг себе правую руку.
Программа «Кто умнее пятиклассника?» с Пушным в роли ведущего выходила на СТС с 9 декабря 2007 по 20 июля 2008 года. В ней приглашённый участник (приглашались известные люди России — актёры, певцы, телеведущие, писатели) пытался ответить на вопросы из школьной программы 1—5 классов.
Был ведущим на церемонии награждения ТЭФИ-2007. Неоднократно получал главный приз («двери») в программе «Слава богу, ты пришёл!».
14 апреля 2009 года на «СТС» вышла телепередача «Песня дня». Ведущие — Михаил Шац, Татьяна Лазарева и Пушной.
В 2013 году в паре с актрисой Натальей Земцовой вёл программу «Креативный класс».
С 2015 по 2016 год вёл программу «Безумный спорт» на Матч ТВ.
С апреля 2017 года сотрудничает с телеканалом «Россия-1». До мая 2017 года — ведущий шоу «Золото нации», затем — постоянный участник команды звёзд в утреннем интеллектуальном шоу «Пятеро на одного». С ноября по декабрь 2018 года вёл юмористический конкурс «Мастер смеха».
Был ведущим передачи «Большие дебаты» на телеканале «Эврика».
С 13 декабря 2020 по 2022 год — ведущий передачи «Умный дом» на телеканале «Пятница!».
В августе 2021 года телеканал «СТС» объявил, что Пушной станет ведущим нового шоу «Купите это немедленно», в котором авторы новых изобретений будут бороться за возможность запустить их в массовое производство. Премьера состоялась 23 октября.
С 30 ноября 2021 по начало 2022 — ведущий научно-популярного шоу «Эксперименты» на «СТС» (совместно с Даней Крастером).
В разное время снимался в рекламе игрушечных вертолётов «1 TOY — GYRO», мобильного интернета «МТС», напитков «Фрустайл», продукции «М-Видео» (с декабря 2014 по май 2018 года, в образе сотрудника НИИ «Разум»).
В 2023-м году стал ведущим телешоу «Обратный отсчёт» на телеканале СТС. В игре участвовали звёздные гости, задача которых удержать банк в 3 млн рублей за отведённое время. Программа была создана при поддержке платформы more.tv и выходила в эфир 2 месяца.
Исполнял песни-слоганы из телепередач:
- телевизионная игра «Слава Богу, ты пришёл!» (композитор, исполнитель песни)
- телевизионное шоу «Большая разница» (композитор, исполнитель песни)[49]
- телевизионная игра «Стенка на стенку» (композитор, исполнитель песни)
- телевизионное импровизационное шоу «Южное Бутово» (композитор, исполнитель песни)[49]
- скетч-шоу «6 кадров» (композитор, исполнитель песни)
- телесериал «Однажды в милиции» (композитор)[18]
- телепередача ТВ-6 «БИС» (звукорежиссёр, композитор, исполнитель песен)[50]
- телепередача «Спасите, ремонт!» (композитор)
- телесериал «Светофор»
- телепередача «Рождённые в СССР»
- скетч-шоу «Нереальная история» (композитор, исполнитель песен)
- «Поющая компания» (композитор)
- телевизионная игра «Кто умнее пятиклассника?»
- познавательная телепередача «Галилео»
- телепередача «Случайные связи» (композитор)
- телепередача «Знакомься, это мои родители!» (композитор)
- телевизионное шоу «Чувство юмора» (композитор)
- передача «СОЗДАТЕЛИ» на СОЛОВЬЁВ LIVE (ведущий)

## Музыкальная деятельность

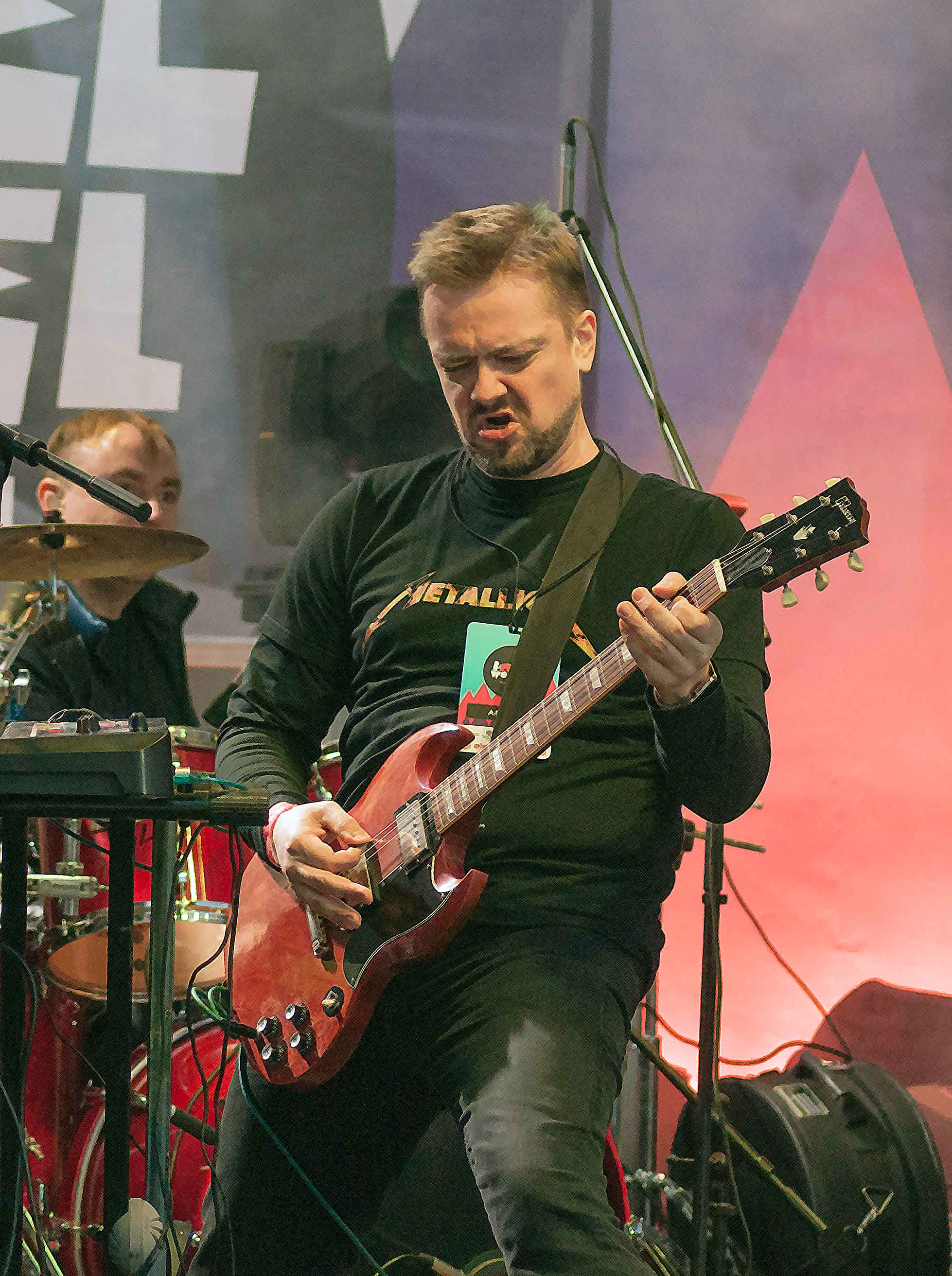
Выступление Пушного на высокогорном карнавале «BoogelWoogel 2017» в Сочи, 1 апреля 2017 года

Музыкальная деятельность Александра Пушного началась в 1993 году, когда он создал группу «Медведь», которая просуществовала до 1996 года. Чуть позже создал группу «Обледенение». В период с 1993 по 1996 год были написаны такие песни, как «WWWаленки» или «Ленин всех послал на Первомай».
После 1996 года музыкальная деятельность отошла на второй план: Пушной начал играть в КВН и заканчивал университет. В 1999 году Пушной возрождает музыкальную деятельность в программе «БИС» Василия Антонова и Александра Толоконникова (ТВ-6). Когда в 2001 году был создан официальный сайт Александра Пушного (сайт до 2004 года имел домен pushnoy.narod.ru), новые песни стали появляться там, но Пушной всё равно не давал концертов.
В июне 2010 года Александр Пушной начинает концертную деятельность, успевая сниматься в «Галилео»: 17 июня состоялся его концерт в клубе «Б2» совместно с группой «Джанкой Бразерс». В 2011 году Александр Пушной с тем же составом участвует в программе «Парный прогон». Выступления группы перемежались стихами Леонида Каганова. 8 июля 2012 года участвовал в рок-фестивале «Нашествие» в качестве ведущего и в качестве участника вместе с группой «Джанкой Бразерс» (с сомузыкантами из проекта «Хорошие Шутки»).
С весны 2017 года периодически публикует на YouTube кавер-версии различных песен, сделанные преимущественно на восьмиструнной гитаре JACKSON USA SELECT B8DX WALNUT STAIN.
1 апреля 2021 года на лейбле Navigator Records был выпущен альбом «Каверы Пушного». 16 треков, которые вошли в его состав, являются каверами на популярные песни и были ранее опубликованы на YouTube-канале.
По состоянию на март 2025 года количество подписок на официальный канал Пушного на YouTube превышает 2,1 млн пользователей.

## Концертная деятельность
С 2010 по 2018 годы Александр Пушной выступал с участниками группы «Джанкой Бразерс». Состав коллектива:
- Александр Пушной — гитара, основной вокал, аранжировки, инструменты, автор;
- Дмитрий Поэта — клавишные, синтезатор, семплы, бэк-вокал;
- Александр Мельник — бас-гитара;
- Александр Муренко — ударные;
- Михаил Жучков — соло-гитара (с 2017 года);

В 2021 году Пушной возобновил концертную деятельность с новым коллективом «ОТП-студио»:
- Александр Пушной — 6-и и 8-и струнные гитары, основной вокал, автор, аранжировки;
- Михаил Жучков — соло-гитара, аранжировки;
- Филипп Винаков — 6-и и 8-и струнная гитара;
- Александр Зилков — бас-гитара, бэк-вокал, перформанс (проект «Зилков ае»);
- Данила Володин — ударные.

Первый концерт в новом составе состоялся в клубе «16 тонн» 23 октября 2021 года.
В октябре группа отыграла в программе «Квартирник у Маргулиса» на канале НТВ (эфир от 09.10.2021), а позже, в том же году, стала гостем новогоднего выпуска.

## Дискография
Альбомы
- 2008 — Пушной.ru[55]
- 2012 — АЛЬ-БОМ! народных песен
- 2015 — #недошуток[56]
- 2021 — Каверы Пушного

Мини-альбомы
- 2017 — Как правило — без правил!
- 2024 — Лето прошло...

Концертные альбомы
- 2016 — Большой электрический
- 2019 — Live Б2

Синглы
- 2019 — Эй, ухнем!
- 2023 — Вершина
- 2023 — Группа крови
- 2023 — Только этого мало
- 2024 — Город Омск
- 2024 — Дисгормон[57]
- 2024 — Ночь (Андрей Губин)
- 2025 — Уйдём с дождём
- 2025 — Ясный мой свет

## Фильмография

### Композитор
- 1999—2003 — Простые истины
- 2001 — FM и ребята
- 2001 — Восемнадцатое мгновение весны
- 2001 — Писаки
- 2010 — Однажды в милиции
- 2005 — Ночной Дозор (игра)[58]
- 2005 — Postal 2: Штопор жжот (игра)[59]
- 2010 — Наш домашний магазин
- 2011 — Светофор (вокал)

### Актёр
- 2001 — Писаки — хакер
- 2001 — Восемнадцатое мгновение весны — шуцман
- 2002 — FM и ребята — охотник (серия 58 «Мышиная возня»)
- 2007 — Счастливы вместе — уличный музыкант (серия 101 «Гав-гав и в койку»)
- 2010 — Даёшь молодёжь! — задержанный
- 2012 — Приколы на переменке (Disney) — камео (серия 64)
- 2013 — Нереальная история — музыкальные вставки перед скетчами
- 2017 — Воронины — Дед Мороз (серия 395)

### Дубляж
- 2008 — Мы — легенды — Кёртис (Рамзи Бедиа)
- 2009 — 9 — 6[60]
- 2009 — Облачно, возможны осадки в виде фрикаделек — Флинт Локвуд[61]
- 2011 — Ронал-Варвар — Алибер[62][63]
- 2012 — Монстры на каникулах — Джонатан (Джонни) Лоран[64]
- 2013 — Эрнест и Селестина: Приключения мышки и медведя — медведь Эрнест[65]
- 2013 — Облачно... 2: Месть ГМО — Флинт Локвуд[66]
- 2015 — Монстры на каникулах 2 — Джонатан (Джонни) Лоран[67]

### Озвучивание
- 2016 — Синдбад: Пираты семи штормов — исполняет песню из титров
- 2017 — Фиксики: Большой секрет — Фиксик Нового Поколения (Файер-монстр, Файерверк)

#### Компьютерные игры
- 2005 — Ночной Дозор — некоторые персонажи[58]
- Portal: Galile0 — озвучил себя, вместо GLaDOS[68]